# ГЕС Уцянсі
ГЕС Уцянсі (五强溪水电站) — гідроелектростанція у центральній частині Китаю в провінції Хунань. Знаходячись між ГЕС Дафутан (вище по течії) та ГЕС Língjīntān, входить до складу каскаду на річці Юаньцзян, котра впадає до розташованого на правобережжі Янцзи великого озера Дунтін.
В межах проекту річку перекрили бетонною гравітаційною греблею висотою 86 метрів та довжиною 718 метрів. Вона утримує водосховище з об'ємом 3 млрд м3 (корисний об'єм 2 млрд м3) та припустимим коливанням рівня поверхні у операційному режимі між позначками 90 та 108 метрів НРМ (під час повені рівень може зростати до 114,2 метра НРМ, а об'єм — до 4,2 млрд м3). При греблі діє судопідйомник, здатний переміщувати баржі на висоту у 61 метр.
Пригреблевий машинний зал обладнали п'ятьма турбінами типу Френсіс потужністю по 240 МВт, які використовують напір від 36 до 60 метрів (номінальний напір 44,5 метра) та забезпечують виробництво 5370 млн кВт-год електроенергії на рік.
Видача продукції відбувається по ЛЕП, розрахованій на роботу під напругою 500 кВ.